# Дьячков, Сергей (пловец)
Дьячков Сергей (азерб. Sergey Dyaçkov; род. 28 марта 1982, Баку); — азербайджанский пловец.

## Карьера
Сергей Дьячков представлял Азербайджан на Летних Олимпийских играх 2004 года, которые проходили в Афинах, Греция. В квалификационном этапе соревнования на 100 метров вольным стилем он показал время 58,26 секунды и занял 67-е место.